# British South Africa Company

Bedrijfsvlag

Bedrijfswapen

De British South Africa Company (BSAC) was een bedrijf voor het exploiteren van de minerale rijkdommen van Zuidelijk Afrika. De BSAC werd opgericht door Cecil Rhodes door een samenvoeging van de Central Search Association en de Exploring Company Ltd. en ontving een royal charter in 1889. Rhodes zette het bedrijf op ten tijde van de "Wedloop om Afrika" naar het voorbeeld van de British East India Company.
De BSAC was gemachtigd te handelen met Afrikaanse vorsten zoals koning Lobengula, om banken op te richten, om landrechten toe te kennen en om een politiemacht te formeren (de British South Africa Police). In ruil hiervoor moest de BSAC het land tot ontwikkeling brengen, lokale wetten respecteren, vrije handel op haar territorium toelaten en godsdienstvrijheid toestaan.
De BSAC vormde een eigen leger en voerde twee oorlogen tegen de Matabele en een oorlog tegen de Shona. Hierna had de BSAC een territorium in beheer dat zij eerst Zambezia en later Rhodesië noemden. Dit gebied komt ongeveer overeen met het grondgebied van de huidige landen Zambia en Zimbabwe.
In 1914 werd het royal charter vernieuwd op voorwaarde dat de kolonisten in Rhodesië meer politieke rechten zouden krijgen. In 1922 ging de BSAC onderhandelingen aan met de regering van de Unie van Zuid-Afrika, die belangstelling had om Zuid-Rhodesië annexeren. De Rhodesische kolonisten blokkeerden dit plan en wensten zelfbestuur. 
In 1923 werd het royal charter niet vernieuwd. Zuid-Rhodesië kreeg een vorm van zelfbestuur, terwijl Noord-Rhodesië een Brits protectoraat werd. De opbrengsten van de BSAC liepen terug, waarna de BSAC de mijnbouwrechten van Zuid-Rhodesië aan de Zuid-Rhodesische regering verkocht. De mijnbouwrechten in Noord-Rhodesië bleven in het bezit van de BSAC. Bij de onafhankelijkheid van Zambia in 1964 moest de BSAC de mijnbouwrechten aan Zambia afstaan. In 1965 fuseerde de British South Africa Company met de Central Mining & Investment Corporation Ltd en de Consolidated Mines Selection Company Ltd tot het bedrijf Charter Consolidated Ltd, waarvan ruim een derde van de aandelen in het bezit zijn van de Brits/Zuid-Afrikaanse onderneming Anglo American.